# Aristarchus (krater księżycowy)
Aristarchus – krater uderzeniowy na powierzchni Księżyca, znajdujący się w obrębie Oceanus Procellarum. Po zachodniej stronie krateru Aristarchus znajduje się krater Herodotus. Krater ten ma 39,99 km średnicy oraz 3 km głębokości, a jego centrum znajduje na współrzędnych selenograficznych ☾ 3,7°N 47,4°W/3,700000 -47,400000.
Nazwa krateru pochodzi od Arystarcha z Samos (310–230 p.n.e.), greckiego astronoma.

## Satelickie kratery
| Aristarchus | Szerokość | Długość | Średnica |
| ----------- | --------- | ------- | -------- |
| B           | 26,3° N   | 46,8° W | 7 km     |
| D           | 23,7° N   | 42,9° W | 5 km     |
| F           | 21,7° N   | 46,5° W | 18 km    |
| H           | 22,6° N   | 45,7° W | 4 km     |
| N           | 22,8° N   | 42,9° W | 3 km     |
| S           | 19,3° N   | 46,2° W | 4 km     |
| T           | 19,6° N   | 46,4° W | 4 km     |
| U           | 19,7° N   | 48,6° W | 4 km     |
| Z           | 25,5° N   | 48,4° W | 8 km     |